# Carlos María Ramírez
Carlos María Ramírez Álvarez y Obes (San Gonzalo, Río Grande del Sur, 6 de abril de 1848-Montevideo, 19 de septiembre de 1898) fue un periodista, ensayista, narrador y político uruguayo nacido en Brasil.

## Biografía

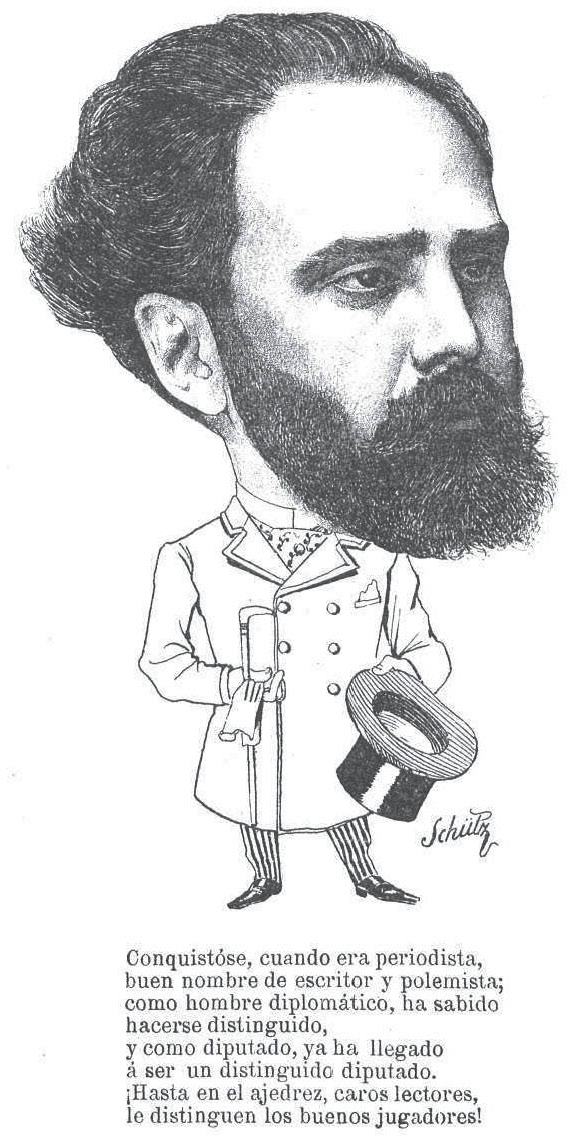
Caricatura de Carlos Mª Ramírez, por Charles Schütz.

Nace en Río Grande del Sur, donde su padre se había exiliado con motivo de la Guerra Grande. Sus padres fueron Juan Pedro Ramírez Carrasco y Consolación Álvarez y Obes; fueron sus hermanos José Pedro, Julio, Juan Augusto
Gonzalo.
Casado en tres oportunidades, la primera con Amelia Muñoz Triaca, la segunda con Isabel Álvarez Portela y la tercera con Micaela Gelly y Obes.
Fue nieto de José Ramírez Pérez, saladerista en el antiguo Montevideo.
En 1868 se gradúa en Jurisprudencia. El mismo año funda el Club Universitario. Inicia su actividad periodística en el diario El Siglo, a través del cual canaliza su oposición al gobierno del Gral. Lorenzo Batlle. Por su intransigencia, es deportado junto con su hermano Gonzalo a Buenos Aires.
Al desatarse la Revolución de las Lanzas adhiere al Partido Colorado, llegando a ser secretario del militar José Gregorio Suárez; pero pronto se decepciona y decide abocarse a la creación de un nuevo movimiento político, el Partido Constitucional.
Desde 1871 dictaba cursos en la Universidad de la República como docente de derecho constitucional. Poco después es nombrado Fiscal de Gobierno y Hacienda, y en 1873 se le confía la Legación del Uruguay ante el Imperio del Brasil. 
Durante el período de Lorenzo Latorre, Ramírez se dedica a investigar la historia nacional. Ante el fracaso de sus esfuerzos por crear un nuevo partido político emigró a Buenos Aires.
Ramírez reúne sus ideas políticas por primera vez en un opúsculo titulado La guerra civil y los partidos políticos del Uruguay (1882), en el que se esbozan los lineamientos básicos del proyectado Partido Constitucional. En la misma línea ideológica edita entre enero y octubre de 1871, 40 números de la revista La Bandera Radical, en la que intensifica su propaganda contra la tradición política uruguaya. Los frutos de su esfuerzo por crear una nueva agrupación se vieron momentáneamente satisfechos con la elaboración del programa del partido y con la creación del diario El Plata, vocero de su ideología de principios. Pablo de María sería uno de sus más activos colaboradores en esta empresa.
Entre el 10 de abril y 8 de mayo de 1882 participó del primer Congreso Pedagógico instalado en América del Sur, el cual sesionó en Buenos Aires. Además de Ramírez, los representantes uruguayos fueron Jacobo Adrián Varela, Carlos María de Pena, Alfredo Vásquez Acevedo y Francisco Berra.
En narrativa destacan sus novelas Los Palmáres y Los amores de Marta (1884). En ensayos cabe señalar La educación popular (1868), Artigas (1884), y obras publicadas después de su muerte como Hombres de América (1912), Escritos (1923), Apuntes y discursos (1948), El destino nacional y la Universidad (1965). Su prosa ha sido calificada como la más brillante, de toda la producción de los oradores y publicistas de la segunda mitad del siglo XIX.
Fue nombrado Ministro de Hacienda en el gobierno de Juan Lindolfo Cuestas en 1891. Terminaría sus días ocupando un escaño en el Senado (1893-1898).